# Banco Atlántico

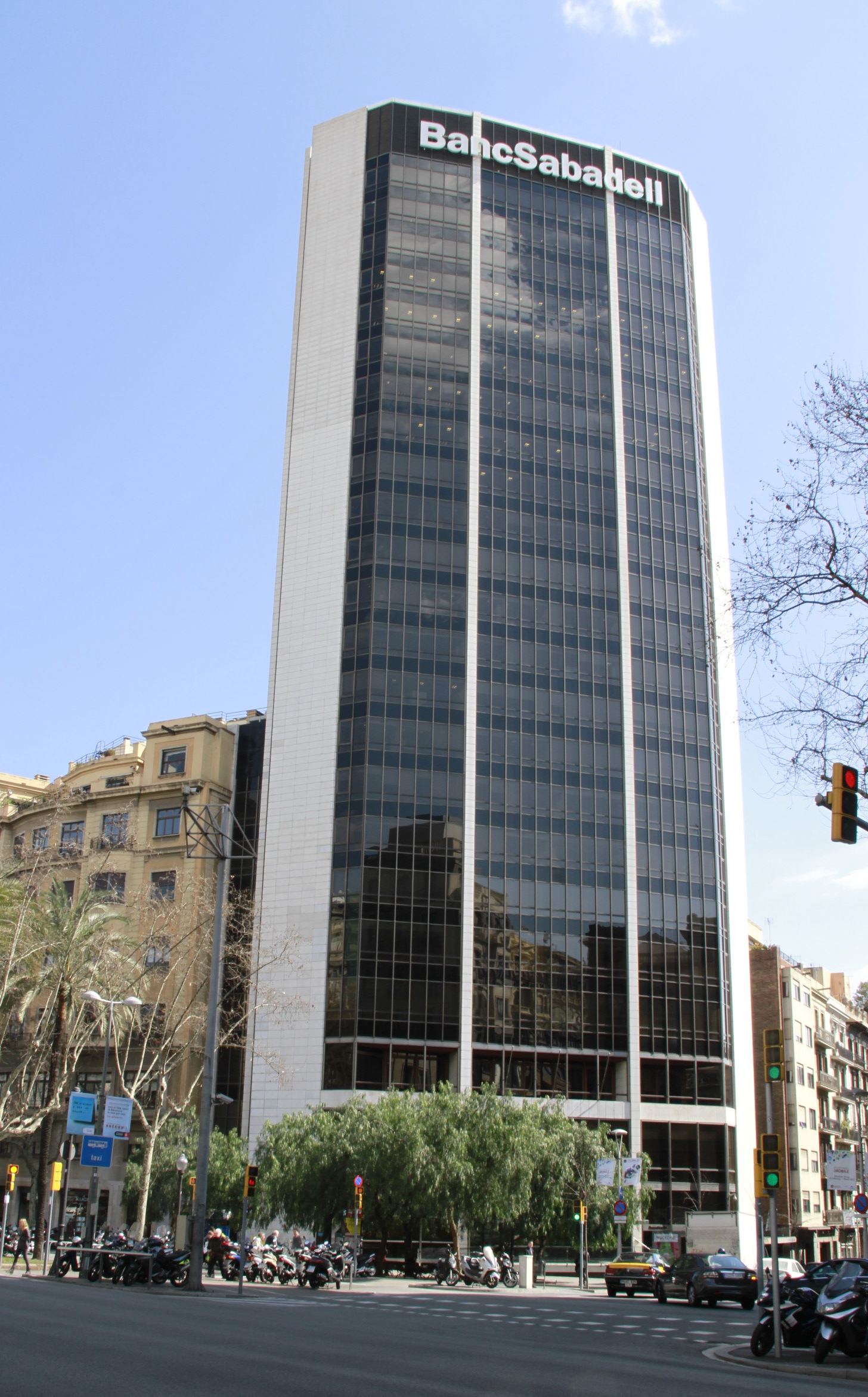
Sede del Banco Atlántico en Barcelona (1965).

El Banco Atlántico, S. A. fue un banco español de Barcelona. En 2003, lo adquirió el Banco Sabadell que, tras la operación, cambió su marca a Sabadell Atlántico.
El banco tenía el código 0008 del Banco de España, sede en la Avenida Diagonal 407 BIS, 08008 de Barcelona y NIF A08017337.

## Historia
- 1901: Después de que Cuba obtuvo su independencia de España, José y Francisco Nonell y Feliu, que había estado trayendo el Cambio en Cuba a partir de 1885, trasladó su negocio a Barcelona. Allí con los comerciantes locales fundó el banco, Nonell, Rovira y Matas, para facilitar la inversión en bonos locales que los catalanes fueron repatriando desde Cuba.
- 12/02/1901: Alta en el Banco de España como banca local con el nombre NONELL, ROVIRA Y MATAS, R.C. y sede en las Ramblas, 134-136, 08002, Barcelona
- 01/04/1916: Renombrado oficianlmente como NONELL HERMANOS, R.C.
- 22/09/1927: Renombrado oficialmente como BANCA NONELL, S.A.
- 1946: Claudio Güell y Churruca, conde de Ruiseñada, salió del banco.
- 17/03/1947: Es renombrado como Banco Atlántico S.A.
- 1961: Los descendientes de Güell vendieron sus acciones a un nuevo grupo de inversionistas.
- Continental Illinois Bank tenía parte de Banco Atlántico, pero finalmente Rumasa, un holding de José María Ruiz Mateos, se quedó con el banco.
- 1975: Banco Atlántico estableció una agencia en Nueva York, que cerró en 2001.
- 1983: El gobierno socialista de la España de Felipe González y Miguel Boyer nacionalizó Rumasa, incluyendo el Atlántico. Rumasa, que tenía 20 bancos y otros 300 empresas, estaba en bancarrota y era demasiado grande para que la Corporación Bancaria pudiera encargarse. En aquel entonces Banco Atlántico era el 10.º banco más grande de España, con 172 sucursales.
- 1984: Arab Banking Corporation (Abc; el 70% ), con BBV y Allianz, adquirió el Atlántico. Después, el Atlántico fue seguido por las filiales de la banca privada en las Bahamas, Gibraltar, y Mónaco, mientras que se deshacía de la de Suiza. A continuación, Banco Exterior reemplazó a BBV y Allianz del accionariado.
- 1999: BBV vuelve a ostentar la propiedad de parte del Atlántico después de que adquiriera Argentaria, que el gobierno español creó para combinar varios bancos, entre ellos el Banco Exterior.
- 2003: Banco Sabadell, que hizo ofertas a un par de bancos, incluyendo Barclays Bank y Caixa Geral De Depósitos de Portugal, adquirió y absorbió Banco Atlántico.
- 13/09/2004: El banco Atlántico es dado de baja por fusión con el Banco Sabadell.